# Kurt Söderlund
Kurt Georg Söderlund, född 5 november 1896 i Karlshamn, död 12 september 1953 i Skanör med Falsterbo, var en svensk skeppsbyggare. 
Söderlund, som var son till sjökapten Fritz Edvard Söderlund och Jane Jennings, avlade studentexamen i Lund 1915 och utexaminerades från Kungliga Tekniska högskolan 1920. Han företog en sjöpraktikresa till Sydamerika 1920, med Kungliga Tekniska högskolans stipendium i Storbritannien 1928 och i Tyskland 1929. Han var anställd vid Sölvesborgs Varvs- och Rederi AB och vid Maschinenfabriek en Scheepswerf van P. Smit Jr i Rotterdam 1920–1924, förste assistent vid Kungliga Tekniska högskolans skeppsbyggnadslaboratorium 1924–1925, konstruktör 1925, blev chef för fartygsritkontoret vid Kockums Mekaniska Verkstads AB i Malmö 1933, överingenjör 1939 och senare direktör. Han invaldes som ledamot av Kungliga Ingenjörsvetenskapsakademien 1943. Kurt Söderlund är begravd på Falsterbo gamla kyrkogård.